# Paraleucobryum viride
Paraleucobryum viride là một loài Rêu trong họ Dicranaceae. Loài này được (Sull. & Lesq.) Podp. mô tả khoa học đầu tiên năm 1954.